# Tracheobroncomalacia

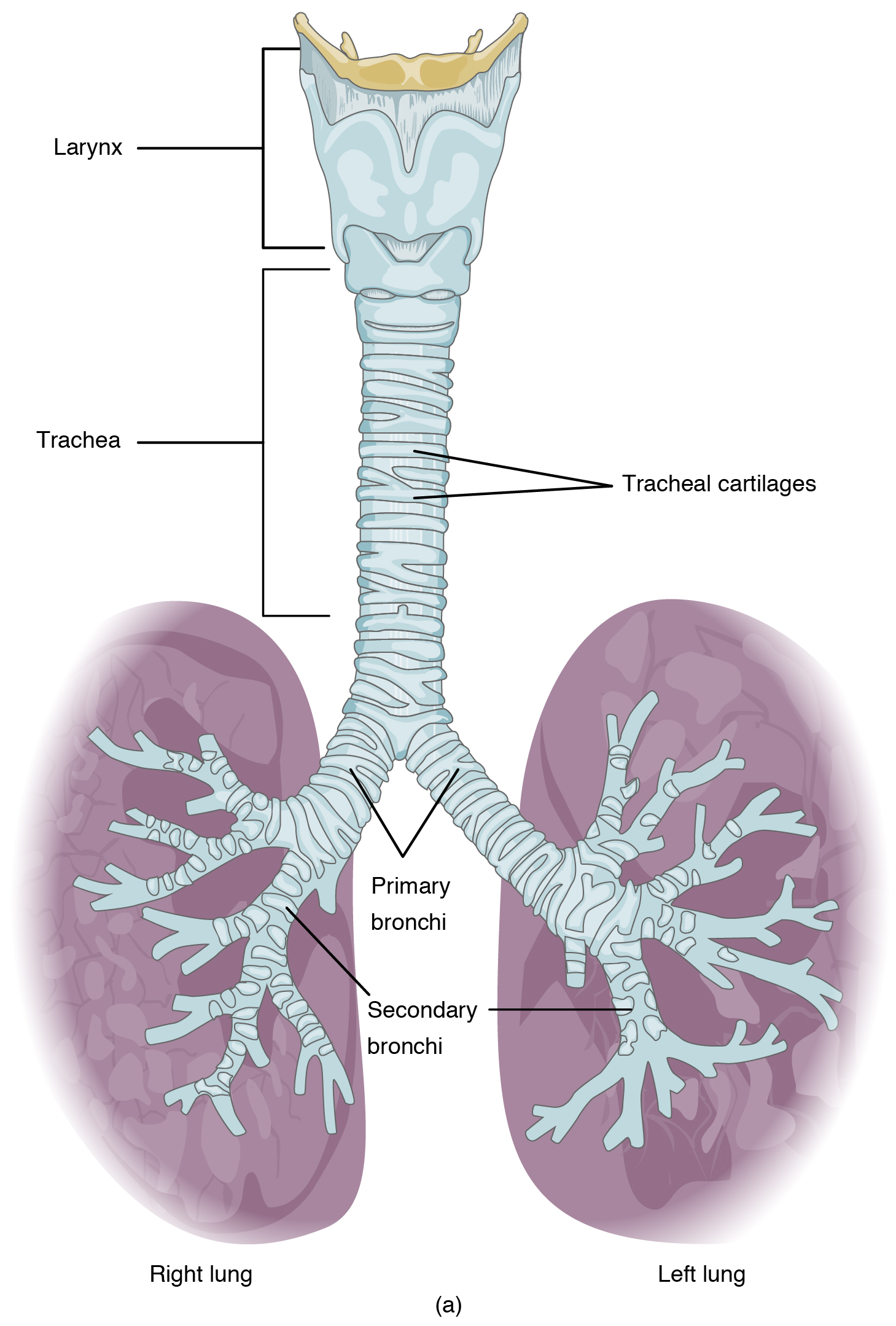
Vie Aeree Inferiori

La tracheobroncomalacia (TBM) o sindrome di Williams-Campbell è una condizione caratterizzata da flaccidità della cartilagine della trachea, con conseguente collasso tracheale. Questa condizione può altresì colpire i bronchi. Esistono due forme di questa rara patologia: TB primaria e TB secondaria. Nel primo caso la causa è genetica e la sintomatologia appare intorno ai 2 anni di età; nel secondo caso invece si presenta in seguito a traumi o infiammazioni croniche e si sviluppa (proprio la natura dell'eziologia) principalmente nell'età adulta.
Il 28 maggio 2013 è stato reso nota una terapia tramite l'utilizzo di una trachea stampata in 3D. Grazie a ciò sono già stati salvati 3 bambini.

## Sintomi
Talvolta inizialmente o completamente asintomatica, questa patologia include: 
- respiro corto
- tosse
- accumulo di muco
- respiro fischiante
- difficoltà respiratorie
- colorazione bluastra della pelle attorno a naso e bocca[4]
- bronchiectasie

## Diagnosi
La diagnosi dipende dalla gravità dei sintomi: inizialmente sono condotti test di funzionalità polmonare. Questi test includono la verifica della capacità polmonare per quanto riguarda i flussi di inspirazione ed espirazione e flussi di ossigeno e anidride carbonica. Successivamente si possono utilizzare tecniche più avanzate come TAC e broncoscopia. Si definisce tracheobroncomalacia lieve se la trachea del paziente è al 50% della sua capacità durante l'espirazione, tracheobroncomalacia moderata se tale percentuale scende al 25% e infine grave se le pareti della trachea giungono a toccarsi.

## Trattamento
Per somministrare la giusta terapia al paziente è innanzitutto necessario distinguere a quale tipo appartiene (TBM primaria o secondaria). Dopo aver determinato quale tipo di TBM sia, è necessario determinare la causa che l'ha provocata. Nel caso essa sia un'infiammazione cronica della trachea, il primo passo sarà cercare di eliminare le cause a tale situazione. Negli altri casi (genetica) o più generalmente non sia possibile porre rimedio alle cause primarie della TBM, è necessario ricorrere a trattamenti più incisivi: stent al silicone per dilatare la trachea, chirurgia per rinforzare o ricostruire le pareti tracheali, pressione continua nelle vie aeree grazie ad una macchina che soffi in maniera continua aria nella trachea per mantenerla aperta (principalmente di notte), oppure una tracheotomia. I pazienti asintomatici non necessitano di trattamenti e spesso non viene neppure formalizzata una diagnosi.